# Helitransporte
El Helicarrier (en español, Helitransporte) es un portaaviones volador ficticio que aparece en los cómics estadounidenses publicados por Marvel Comics. Creado por Stan Lee y Jack Kirby, apareció por primera vez en Strange Tales #135 (agosto de 1965).
Se representa como el centro de comando móvil crucial, la plataforma de operaciones avanzadas y la nave capital característica de la agencia ficticia de inteligencia/defensa S.H.I.E.L.D.. El concepto de Helicarrier ha sobrevivido a múltiples rediseños y rara vez se ha desviado de su papel representado originalmente como sede móvil de S.H.I.E.L.D. hasta años recientes. 

## Historia ficticia
En el contexto del Universo Marvel de las distintas series de Nick Fury / S.H.I.E.L.D., el diseño original se atribuye a un esfuerzo cooperativo de Tony Stark, el inventor mutante Forja y Reed Richards. Según una cuenta en Amazing Fantasy vol. 2, # 10, el primer Helicarrier fue propuesto por Industrias Stark como un compromiso político entre los firmantes del tratado en respuesta a los temores de que cualquier nación que alberga la sede principal de la Dirección esté sujeta a ataques de organizaciones como HYDRA, con consecuencias políticas internas. Asegúrese de seguir inmediatamente después de eso.
Más de veinte helitransportes han sido construidos durante décadas, y al menos dos han estado en servicio simultáneo en la última década en varias ocasiones. Lo siguiente ha sido identificado por nombre hasta ahora en varias publicaciones del Universo Marvel:
- Luxor - No se ha visto todavía. Un prototipo de clase.
- Hermes: supuestamente se escabulló después de ser secuestrado por Cráneo Rojo.
- Argus - Un helitransporte de clase Luxor.
- Behemoth: Helitransporte especialmente diseñado comandado por Dum Dum Dugan para su uso contra Godzilla en la serie de cómics de 24 números Godzilla, El rey de los monstruos. La primera aparición fue en el número 6 (enero de 1978). Destruido por S.H.I.E.L.D. en un intento de neutralizar un ataque de Amadeus Cho en Incredible Hercules # 115.
- Black Hawk - Destruido en acción contra una alianza de fuerzas HYDRA-Mano en Wolverine: Agente de SHIELD. Más detalles sobre estos eventos se muestran en The Irredeemable Ant-Man # 1-2. Dark Reign: Elektra # 1-5 brinda más detalles, como el hecho de haber aterrizado en una pequeña ciudad de Arkansas.
- Alpha - Primero mencionado por nombre en New Avengers # 4. También se muestra en el videojuego Marvel: Ultimate Alliance como S.H.I.E.L.D. Helicarrier UNN Alpha.
- Pericles III - Punisher War Journal vol. 2, #1.
- Pericles V: infiltrado por la orden vampírica de Tyrana y hundido por Blade en Blade vol. 3, # 1.
- Samuel Sawyer - Primera aparición en Iron Man: Hypervelocity # 3. Nombrado para el oficial al mando de Nick Fury en la Segunda Guerra Mundial en el ejército de los Estados Unidos.
- Ilíada: se muestra por primera vez en Secret Warriors # 4. Nombrado en Secret Warriors # 17. Otro Helitransporte de diseño diferente está operando bajo ese nombre como Secret Avengers v.2 # 1.
- Argonaut: se muestra por primera vez en Secret Warriors # 4. Nombrado en Secret Warriors # 17.
- Prometheus - Originalmente concebido como la nave insignia H.A.M.M.E.R. de Norman Osborn, el Prometheus fue robado de una instalación secreta de Estados Unidos en el desierto de Sonora por una facción del pícaro S.T.R.I.K.E. durante la historia de 2011, Fear Itself.[3]
- Tempestad: nombrado y destruido poco después del lanzamiento con dos mil tripulantes a bordo del Electric Ghost en Winter Soldier v.1 # 17.
- Hércules - Capaz de operar en modo submarino. Descrito como constelación en clase. Primero se muestra y se nombra en Wolverine v.5 # 5-6.
- Constelación - homónimo de clase. Existencia implícita por el diálogo en Wolverine v.5 # 6.
- Odisea: se muestra y se nombra por primera vez en Captain America: Living Legend # 1.
- Pericles: se muestra y se menciona por primera vez en X-Force v.4 # 7. Ya fue dado de baja y abandonado por S.H.I.E.L.D. en circunstancias no reveladas en su primera aparición, y asumido como base por X-Force. Desde entonces, el nombre ha sido transferido a "Battlecarrier", que apareció por primera vez en Agents of S.H.I.E.L.D. # 1.
- Belerofonte - nombrado por primera vez en New Avengers v.4 # 14. El diseño imita a los que aparecen en las películas y series de televisión de Marvel Cinematic Universe.
- Douglass - nombrado por primera vez en U.S. Avengers # 2. Puede ser nombrado por Frederick Douglass.

Después de que Iron Man reemplazó a Maria Hill como Director de S.H.I.E.L.D., diseñó una nueva clase de Helitransporte cuyo diseño rojo y dorado se parece a la Armadura de Iron Man. Hill lo llamó Helitransporte Dorado, pero Stark lo consideró El Helitransporte. Este helitransporte fue severamente dañado y se estrelló por Red Hulk, y posteriormente fue controlado por la Inteligencia (la operación encubierta de los súper genios malvados que emplearon a Red Hulk), quien le cambió el nombre de "Hellcarrier".
El helitransporte de S.H.I.E.L.D. principal se desactiva posteriormente por un virus informático desatado por un agente Skrull que se hace pasar por Edwin Jarvis, como parte de la Invasión Secreta. Aterriza en el Triángulo de las Bermudas. Se revela que la mayoría del personal son Skrulls. La nave es destruida por Maria Hill.
Todavía no se sabe qué criterios utiliza S.H.I.E.L.D. para nombrar a sus Helitransportes.
H.A.M.M.E.R., la agencia de reemplazo de S.H.I.E.L.D., ha dado de baja a los Helitransportes supervivientes, con tres de ellos, entre ellos la Ilíada y el Argonauta, robados por Nick Fury. Posteriormente, H.A.M.M.E.R. comisionó al menos un nuevo transportista según las especificaciones de Norman Osborn, que fue destruido en Broxton, Oklahoma, durante el asedio de Asgard.
Según la información recopilada por Livewires, se sabe que 5 helitransportes han sido destruidos, aunque este dato no está actualizado ya que varios más se han perdido desde entonces.
En las páginas de Avengers Undercover, se muestra que el Helicarrier Circe de S.H.I.E.L.D. ha empleado a algunos nigromantes como parte de su personal como se ve cuando atascan los hechizos de Nico Minoru.

## Otras versiones

### Marvel NOW
En el epílogo del número 25 de New Avengers, alrededor del año 1968, se ve a Howard Stark (padre de Tony Stark, también conocido como Iron Man), que le da al Coronel Nick Fury de S.H.I.E.L.D. la venta de su nuevo Helitransporte.

### Ultimate Marvel
El universo Ultimate se refiere al Helitransporte de manera diferente. Considerando que, el de Tierra-616, se da a entender que S.H.I.E.L.D. (una Fuerza de Misiones de las Naciones Unidas) sólo tiene un puñado de Helitransporte en funcionamiento, en el Universo Ultimate, S.H.I.E.L.D. es representado como una organización militar de Estados Unidos que funciona y está demostrado que tienen docenas de compañías, algunas incluso sustituyen portaaviones retirados convencionales como el USS Constelation. Los motores que mantienen a la compañía en el aire fueron diseñados por Tony Stark y son modulados permitiendo su uso en un transbordador espacial de los Cuatro Fantásticos. Estos Helitransporte del "Universo Ultimate" en general, parecen ser más pequeños que en la Tierra-616, y tienen una forma de portaaviones más convencional, pero son mucho más abundantes. En Ultimate Avengers Vs New Ultimates #4 Nick Fury revela que Hank Pym fue el que trajo la idea de los Helitransporte y el diseñador.

## Otros medios

### Televisión
- El Helitransporte aparece en Spider-Man and His Amazing Friends episodio "Misión: Salvar a la Estrella Guardiana".
- El Helitransporte aparece en Spider-Man: la serie animada. Además de ser la sede de S.H.I.E.L.D., también sirvió como prisión para personas de alto riesgo, como el Camaleón. Finalmente fue destruido por Electro.
- Otra versión del Helitransporte aparece en el episodio final de X-Men Evolution.
- Una versión del Helitransporte aparece en El escuadrón de superhéroes, y sirve como base de operaciones para el escuadrón. Por lo general lo pilotea la líder de S.H.I.E.L.D. Ms. Marvel, que permitió a regañadientes que el escuadrón se mudara. Desde entonces, ha sido casi destruido en dos ocasiones.
- El Helitransporte fue introducido en Iron Man: Armored Adventures episodio "Tecnovore", pero en lugar de hélices que lo mantienen en lo alto, tiene motores a reacción (diseñados por Howard Stark).
- El Helitransporte aparece en varios episodios de The Avengers: Earth's Mightiest Heroes incluido en el episodio "la directriz de Ultron" cuando Ultron toma control del para lanzar todos los misiles nucleares de SHIELD. para destruir a todo ser vivo.
- El Helitransporte aparece en la serie de Ultimate Spider-Man:
  - En la primera temporada sirvió como el área de entrenamiento para el equipo de Spider-Man, hasta que en el final, "El Duende Verde al Acecho", el Helitransporte es destruido por el Duende Verde y se estrella en el puerto. También se reveló que Nova, White Tiger, Power Man y Puño de Hierro vivían en el Helitransporte.
  - En la segunda temporada, episodio, "El Hombre Lobo", aparece otro Helitransporte reconstruido conocido como el Tri-transporte, que puede dividir en tres naves diferentes: un Astro-Carrier (una variante del espacio del Helicarrier), un Aqua-Carrier (una variante bajo el agua del Helicarrier), y un Strato-Carrier (el componente central) y en "Ataque Inigualable", el Duende Verde resurge el antiguo Helitransporte como su "Infierno-Carrier" como parte de su plan para usar gas Duende para convertir a todos en Duendes. El Duende Verde autodestruye el Helitransporte con el fin de sacarlo del rayo tractor del Tri-transporte.
  - En la tercera temporada, episodio, "El Agente Venom", S.H.I.E.L.D. resguarda al Agente Venom en el Tri-transporte para que Nick Fury pueda tener a los últimos jóvenes superhéroes que residen allí, sólo para ser trasladados al Triskelion en "Los Nuevos Guerreros" y "Academia S.H.I.E.L.D.". En las 4 partes de "El Univers-Araña", aparece el antiguo cuando el Duende lo usa como base al conseguir ADN de Spider-Men y Electro lo usa para destruir la ciudad al programar su autodestrucción y Spider-Girl y Spider-Ham lo envían al espacio al explotar.
  - En la cuarta temporada, el Tri-transporte de S.H.I.E.L.D. es convertido en la isla HYDRA, por el Doctor Octopus y Arnim Zola, con los nanobots de Enjambre y luego Ock al traicionar a Zola y HYDRA, lo convierte en la isla Ock, hasta ser destruido, cuando la Araña Escarlata (traicionando a Ock) se sacrifica al dirigirlo al mar de no caer en la ciudad antes de desaparecer estando vivo, hasta que es resurgido por Zola siendo reactivado por Ock al querer recuperar unos archivos suyos, pero nuevamente se hunde al mar por la Red de Guerreros.
- El Tri-transporte aparece en la serie de Avengers Assemble:
  - En la primera temporada episodio "Que vengan los malos". Los Vengadores aprehenden a Red Skull y lo han detenido desde el Tri-transporte. Es secuestrado por la Camarilla. Después de que la Camarilla se escapa, se revela que robaron la prisión especial que está Hyperion.
  - En la segunda temporada aparece en "Héroes Diminutos" (cameo final) y "Los Vengadores Secretos" al verse al Capitán América, Black Widow, Hulk y Falcon, trabajando para S.H.I.E.L.D. y en "La Epidemia de Ultron", es cuando Ultron, se apodera de todo el Tri-transporte.
  - También en la tercera temporada en "Los U-Foes", como un Helitransporte abandonado que fue tomado por los U-Foes de HYDRA.
- El Tri-transporte aparece también en la segunda temporada de Hulk and the Agents of S.M.A.S.H. solo en "Los Doppelhulks", cuando unas copias malas de los Hulks son creados por el Líder, para destruir el búnker nuclear Cheyenne Mountain como prueba de fallos y provocar la Tercera Guerra Mundial.
- El Helitransporte de The Avengers (2012) hace una aparición de flashback en el episodio "Cicatrices" en la segunda temporada de Agents of S.H.I.E.L.D. Después de ser aludido a lo largo de la temporada como "Protocolo Theta", el episodio revela que Phil Coulson usó su puesto y sus recursos como director de S.H.I.E.L.D. para reparar y mantener en secreto el Helitransporte para su uso en una emergencia mundial grave como lo es más tarde en Sokovia durante el eventos de Avengers: Age of Ultron (2015). Además, partes de la batalla de Helitransporte de Captain America: The Winter Soldier apareció en un noticiero que Coulson estaba viendo en un episodio de la segunda temporada. El Helicarrier hace un cameo durante el final de la serie, "What We're Fighting For".
- Un Helitransporte hace un breve cameo en "Journey into Mystery" de Loki en el Vacío al final de los tiempos. Este Helitransporte lleva el logo de HYDRA.

### Películas
- La primera encarnación de acción en vivo de la Helitransporte apareció en la película de 1998 Nick Fury: Agent of S.H.I.E.L.D.
- Varios de los Helitransportes de S.H.I.E.L.D. aparecen en la película animada Ultimate Avengers. Son destruidos por un trío de naves Chitauri.
- El Helitransporte aparece en películas del universo cinematográfico de Marvel.
  - El Helitransporte aparece en la película de 2012 The Avengers (2012), tiene dos plataformas de portaequipajes apiladas, tiene un número de casco de 64 y tiene capacidades de camuflaje óptico.[11] El Helitransporte fue diseñado por Nathan Schroeder,[12] modelado y animado por Industrial Light and Magic, pero tanto ILM como Weta Digital colaboraron en la secuencia de ataque del Helitransporte.[13]
  - En Captain America: The Winter Soldier (2014), Hydra, que se había incrustado en secreto en S.H.I.E.L.D. desde su fundación, planea iniciar el Proyecto Insight, en el que tres Helitransportes de próxima generación vinculados a satélites espías estarán listos para matar a todas las personas que considere ser amenazas. Estos helitransportes presentan varias mejoras con respecto a la que se vio en The Avengers, entre las que destaca la incorporación de pistolas de tamaño acorazado y motores repulsores diseñados por Tony Stark. Los tres son destruidos cuando el Capitán América, Falcon y Maria Hill reprogramen sus sistemas de puntería para dispararse entre sí, uno de los cuales se estrella contra el Triskelion antes de explotar y hundirse en el Potomac.
  - En Avengers: Age of Ultron (2015), el Helitransporte original es usado por Nick Fury y los restos de S.H.I.E.L.D. para ayudar a los Vengadores a evacuar a los ciudadanos de Sokovia de una porción aérea de una ciudad levantada por Ultron. Fury afirma que él "la sacó de las bolas de naftalina", que se explica más adelante en la serie de televisión Agents of S.H.I.E.L.D., donde Phil Coulson y su nueva versión de S.H.I.E.L.D. repararon el Helitransporte con el nombre de proyecto "Protocolo Theta".
  - Los 3 Helitransportes aparecen nuevamente en la película del 2016 Capitán América: Civil War cuando S.H.I.E.L.D aparece en vídeo por el secretario de Estado y exgeneral del ejército de Estados Unidos, Thunderbolt Ross desde Washington D.C. siendo destruido, al igual que Nueva York y Sokovia, en mostrarles a Steve Rogers, Sam Wilson, Natasha Romanoff y Wanda Maximoff.
- En Deadpool, producido por 20th Century Fox, un Helicarrier fuera de servicio, encontrado en un depósito de chatarra, se utiliza como escenario para la batalla final. No se identifica en la pantalla por ese nombre, debido a problemas de derechos con Marvel Studios.[14][15]

### Videojuegos
- El Helitransporte es uno de los principales lugares en el juego Marvel: Ultimate Alliance. El Helitransporte que aparece es referenciado en la apertura por Nick Fury como "Helitransporte UNN Alfa de S.H.I.E.L.D.". Después de que el Helitransporte UNN Alfa está dañado desde el ataque de los Maestros del Mal, Fury utiliza la Torre Stark como base para sus aliados superhéroes que fueron reclutados para detener al Doctor Doom y sus Maestros del Mal. Esta versión también cuenta con motores a reacción que sustituyen las hélices.

- El Helitransporte aparece en el juego Ultimate Spider-Man. Aparece después de que Venom es desbloquedo, y cuando el jugador causa suficientes estragos al explorar libremente para merecer a los soldados voladores de S.H.I.E.L.D..

- El Helitransporte funciona como un cuartel general en el juego Spider-Man: Friend or Foe.

- El Helitransporte aparece varias veces en el juego Spider-Man: Web of Shadows. Es destruido al final del juego después de derrotar al monstruo de Venom. En la versión de PSP y PS2, Spider-Man termina en el Helitransporte después de su pelea con el Chapucero y descubre que el Helitransporte está infestado de simbiontes. Después de que Spider-Man derrota al Chacal, el Helitransporte choca contra el suelo.

- El Helitransporte hace una breve aparición en el juego Marvel: Ultimate Alliance 2. En la primera escena de corte, el Capitán América se escapa del Helicarrier cuando no apoyaba la Ley de registro sobrehumano. En una escena posterior, el Helicarrier estaba sobre la planta química propiedad de Industrias Stark en un complot Pro-Registration para que las fuerzas de Anti-Registration se unieran a ellos.
- El Helitransporte aparece en Spider-Man: Shattered Dimensions en la última etapa de Ultimate Universe. En ella, Carnage infecta con éxito al Hellicarrier con su engendro y hace que se estrelle tierra, de la que Spider-Man debe huir.

- El Helitransporte aparece en el juego Iron Man 2. El vídeo previo del juego revela que Tony Stark fue quien lo construyó. Se muestra como la base de S.H.I.E.L.D. de todo el juego, y también como un arma. En un momento dado, es atacado por las fuerzas de AIM, sin embargo, son derrotados por las fuerzas combinadas de Iron Man y Máquina de Guerra. Al final del juego, es destruido, a propósito, cuando es estrellado contra el gigante Último.

- El Helitransporte aparece en el fondo de una de las etapas en el juego Marvel vs. Capcom 3: Fate of Two Worlds.
- La cubierta de vuelo del Helitransporte sirve como un centro en Marvel: Avengers Alliance.
- El Helitransporte es la sede principal de Lego Marvel Super Heroes. Se muestra flotando sobre Manhattan.
- El Helitransporte sirve como un centro en Lego Marvel's Avengers.
- El Helitransporte aparecio en fortnite y sirvio como centro de espera en la temporada 4 capitulo 2 y este fue llamado helicarrier 74

### Novelas
- La novela gráfica de 1988 de Iron Man Crash, que tiene lugar en el futuro, introduce un "Levitransporte", que es sostenido por algún tipo de mecanismo de antigravedad.

### Imitaciones
- La "pista de aterrizaje móvil" que aparece en la película Sky Captain y el mundo del mañana es un homenaje al Helitransporte de Marvel.[cita requerida]

- Un "Helitransporte de COBRA" hizo varias apariciones recurrentes en la serie de 1980 G.I. Joe.[16]

- Una flota de Helitransporte son utilizados por el "Luftwaffe del Imperio Prusiano" representado en la novela gráfica inglesa, Las aventuras de Luther Arkwright.